# Gauliga Südhannover-Braunschweig
La Gauliga Südhannover-Braunschweig fue la liga de fútbol más importante del sur de Hannover-Brunswick y el este de Hannover durante el periodo de la Alemania Nazi de 1942 a 1945.

## Historia
La liga fue creada en 1942 luego de que la Gauliga Niedersachsen se partiera en dos luego de que el régimen nazi decidiera realizar una reorganización administrativa de las regiones de Alemania reemplazando las provincias de Prusia y los estados ubicados en Baja Sajonia.
La temporada inaugural contó con la participación de 10 equipos, los cuales se enfrentaban todos contra todos a dos vueltas en donde el campeón clasificaba a la fase nacional de la Gauliga, mientras que los últimos dos lugares descendían de categoría.
En la liga se disputaron solo dos temporadas, en ambas salió campeón en Eintracht Braunschweig y en 1945 con el colapso de la Alemania Nazi la Gauliga desaparece gracias a la ocupación británica en la región y en 1946 fue introducida la Oberliga Nord como la nueva primera división de la región.

## Equipos Fundadores
Estos fueron los diez equipos que disputaron la primera temporada de la liga en 1942/43:
| - Eintracht Braunschweig - WSV Celle - Arminia Hannover - Hildesheim 07 - Hannover 96 | - LV Linden 07 - LSV Wolfenbüttel - SpVgg Göttingen - Reichsbahn/Eintracht Hannover - SC Göttingen 05 |

## Lista de Campeones
| Temporada | Campeón                | Finalista           |
| --------- | ---------------------- | ------------------- |
| 1942-43   | Eintracht Braunschweig | Wehrmacht SV Celle  |
| 1943-44   | Eintracht Braunschweig | VfB 04 Braunschweig |

## Posiciones Finales 1942-44
| Club                          | 1943 | 1944 |
| ----------------------------- | ---- | ---- |
| Eintracht Braunschweig        | 1    | 1    |
| WSV Celle                     | 2    |      |
| Arminia Hannover              | 3    | 4    |
| Hildesheim 07                 | 4    | 3    |
| Hannover 96                   | 5    | 5    |
| LV Linden 07                  | 6    | 10   |
| LSV Wolfenbüttel              | 7    | 8    |
| SpVgg Göttingen               | 8    | 7    |
| Reichsbahn/Eintracht Hannover | 9    | 9    |
| SC Göttingen 05               | 10   |      |
| VfB Braunschweig              |      | 2    |
| SpVgg Hannover 1897           |      | 6    |